# Dê núi Bắc Mỹ
Dê núi Bắc Mỹ (danh pháp hai phần: Oreamnos americanus), là một động vật hữu nhũ lớn có móng guốc đặc hữu tại Bắc Mỹ. Mặc cho tên tiếng địa phương của loài, đây không phải là một thành viên thuộc chi Capra, chi bao gồm những loài dê thật sự.

## Phân loại
Dê núi Bắc Mỹ là một động vật guốc chẵn trong bộ Artiodactyla và Bovidae. Nó thuộc về phân họ Caprinae (phân họ Dê cừu),cùng với 32 loài khác bao gồm cả dê thật sự, cừu, sơn dương, và bò xạ hương. Dê núi là loài duy nhất trong chi Oreamnos.

## Chế độ ăn uống
Dê núi Bắc Mỹ là động vật ăn cỏ và dành phần lớn thời gian của chúng để gạm cỏ. Chế độ ăn uống bao gồm các loại cỏ, các loại thảo mộc, cói, dương xỉ, rêu, địa y, cành cây, lá từ cây bụi thấp và thông từ một trường sống của chúng.
Trong điều kiện nuôi nhốt, chế độ ăn uống của con dê núi cũng có thể bao gồm ngũ cốc, cỏ linh lăng, trái cây và rau quả, và cỏ.

## Hình ảnh

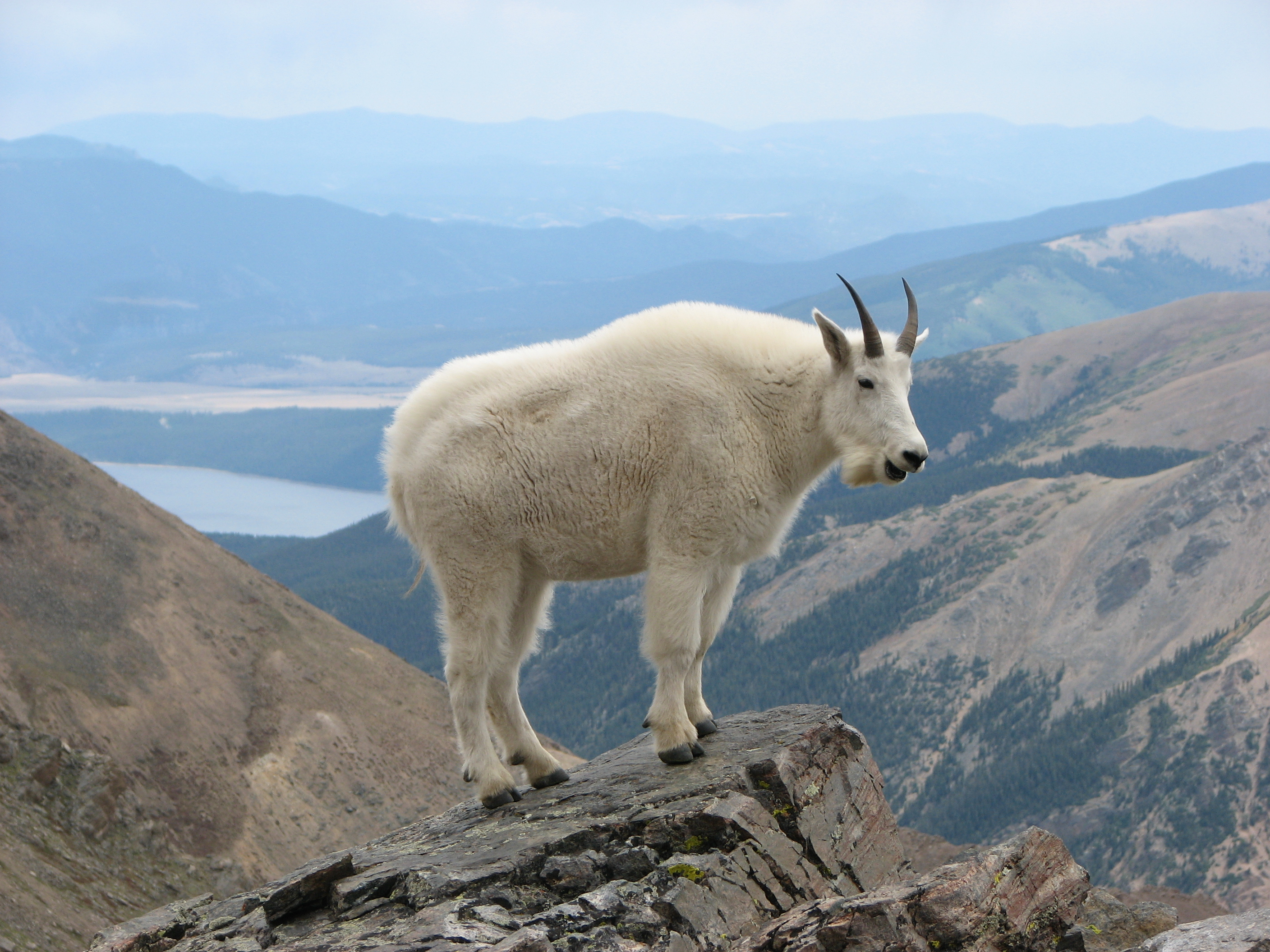
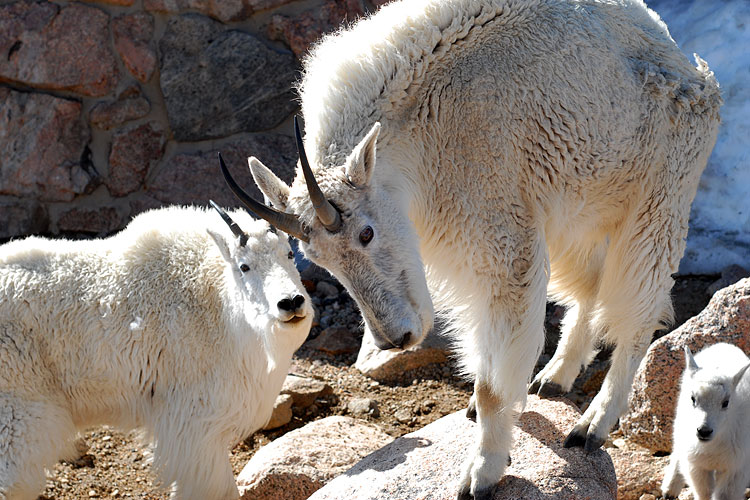
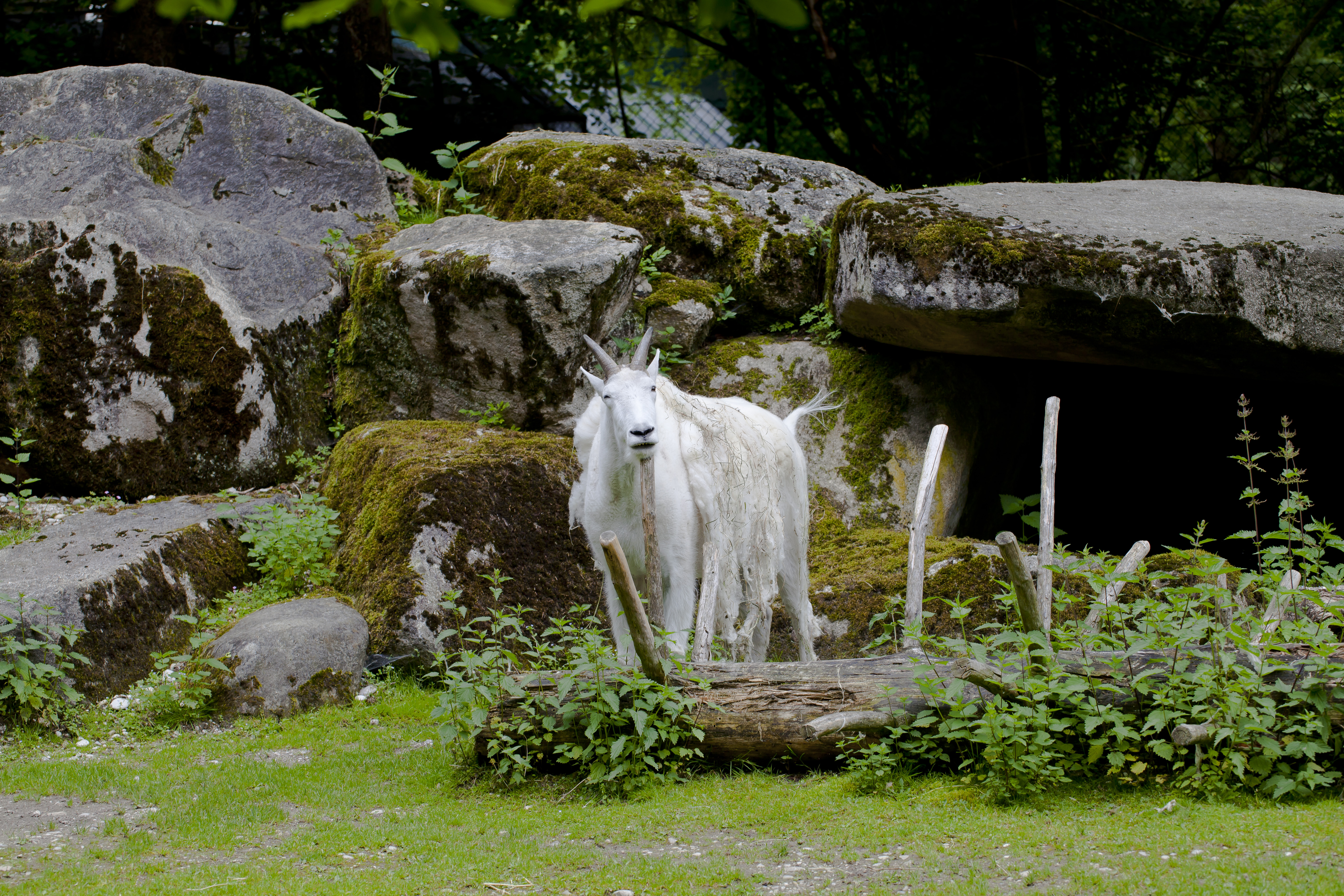
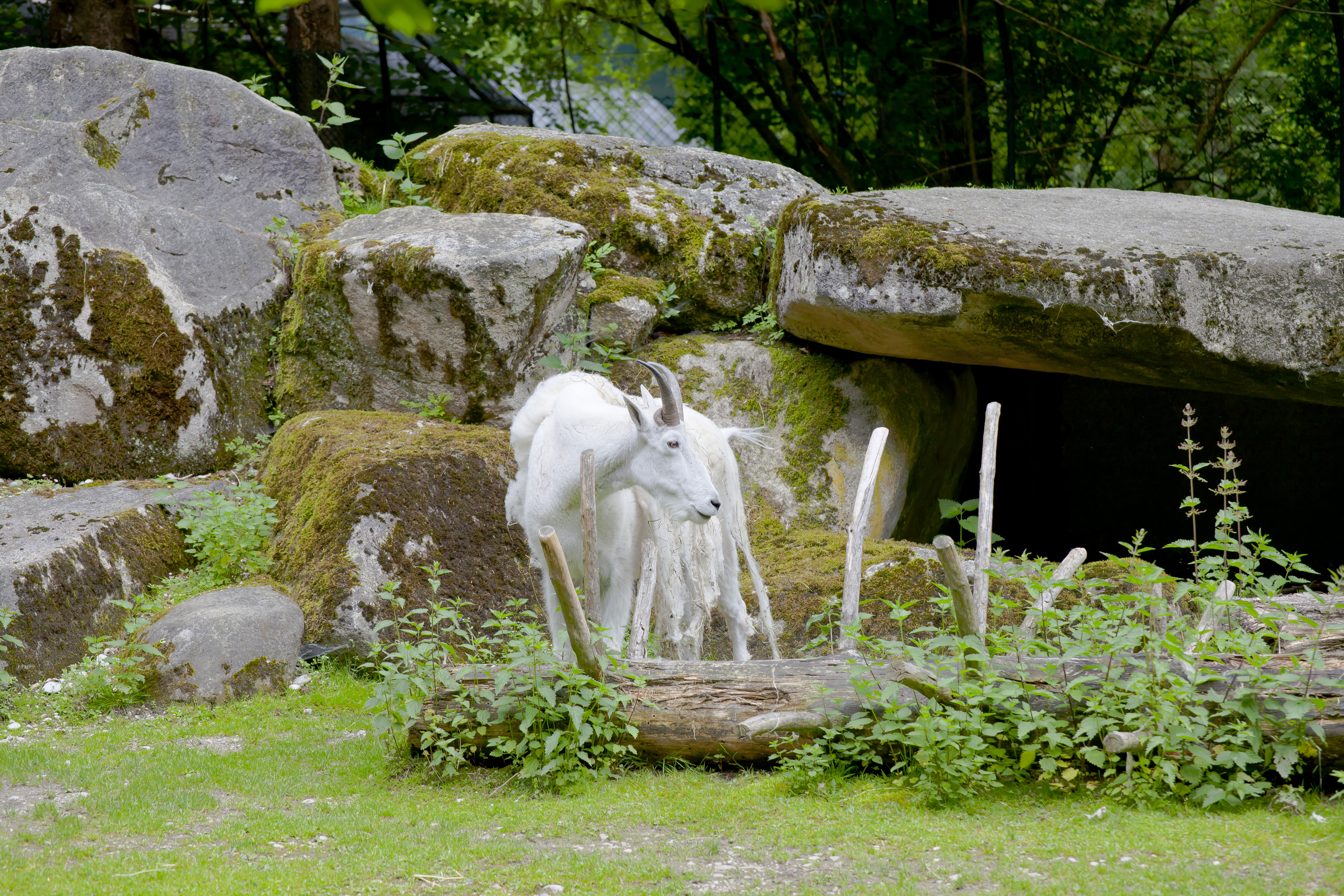
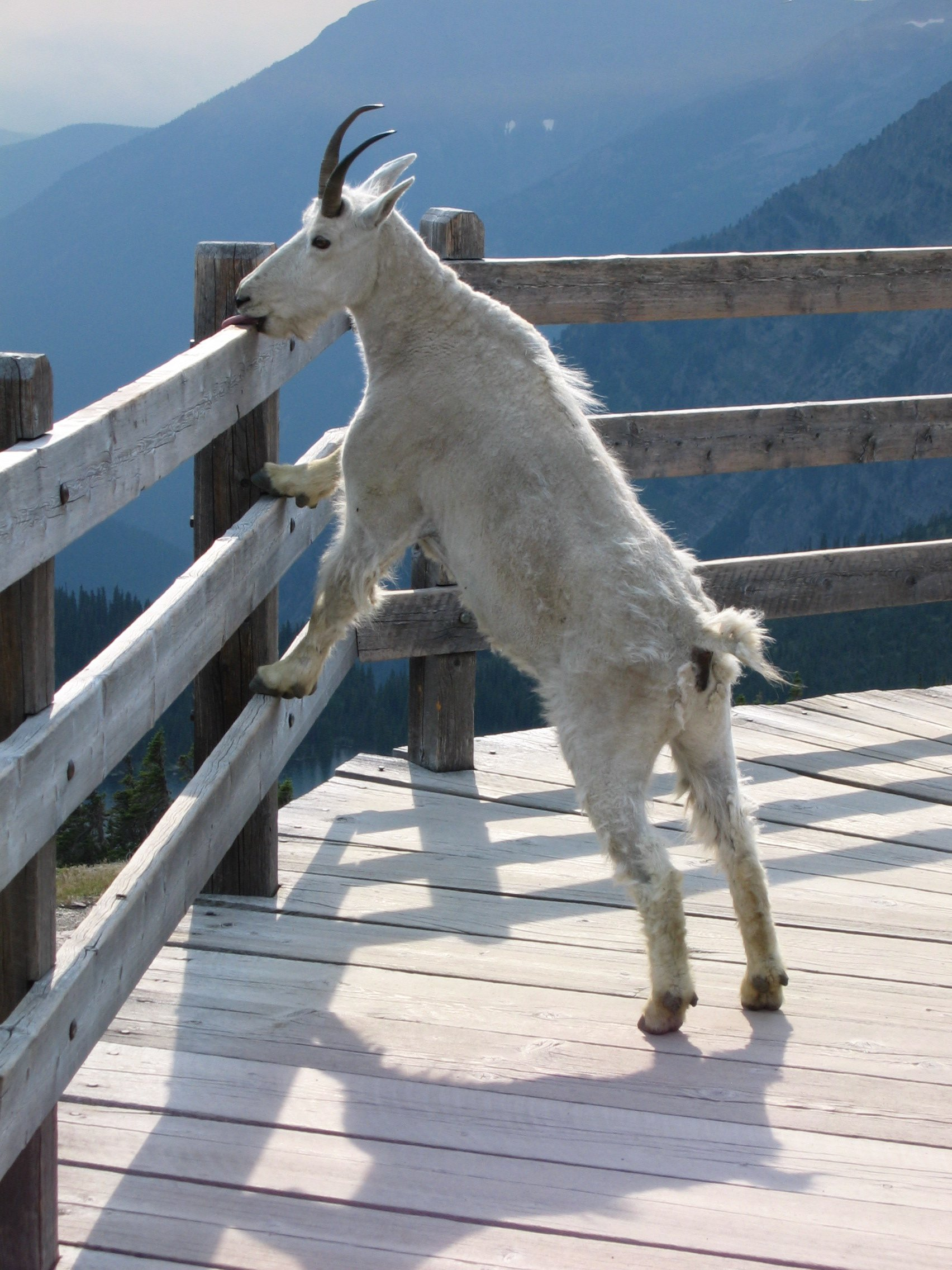
Dê núi non liếm lan can tìm muối